# Józef Królikowski (pocztowiec)
Józef Królikowski (ur. 4 sierpnia 1894 w Zmyślonej Parzynowskiej, zm. po 1957) – pocztowiec, powstaniec wielkopolski, plutonowy Wojska Polskiego, kawaler Orderu Virtuti Militari.

## Życiorys
Urodził się 4 sierpnia 1894 w Zmyślonej Parzynowskiej, w powiecie ostrzeszowskim, w rodzinie Józefa i Petroneli z domu Piórek. Ukończył osiem lat szkoły ludowej w rodzinnej wsi. W 1906 uczestniczył w strajku szkolnym. Po ukończeniu 16 roku życia zatrudnił się w fabryce ślusarskiej. 12 sierpnia 1914 został wcielony do armii niemieckiej. Do 24 grudnia 1914 walczył na froncie zachodnim w szeregach Strasburskiego Pułku Artylerii Polowej Nr 84 (niem. Straßburger Feldartillerie-Regiment Nr. 84).
19 marca 1919 wstąpił jako ochotnik do 1 dywizjonu artylerii konnej Wielkopolskiej (późniejszego 7 dywizjonu artylerii konnej Wielkopolskiej) w Poznaniu.
19 września 1920 awansował na plutonowego. 23 października 1920 został odznaczony Orderem Virtuti Militari. 24 grudnia 1920 został zdemobilizowany.
Po zwolnieniu z wojska ukończył trzymiesięczny kurs szkoły handlowej w Poznaniu. 7 lipca 1921 wstąpił do służby pocztowej, w Urzędzie Pocztowym w Ostrzeszowie. 22 października 1928 zdał egzamin pocztowy kwalifikacyjny z wynikiem dobrym. Pracował w Urzędzie Pocztowym w Lesznie, w charakterze starszego pocztyliona, a następnie ekspedienta pocztowego. Mieszkał w Lesznie przy ul. Bukowej 7. Działał społecznie w Pocztowym Przysposobieniu Wojskowym w charakterze skarbnika, Związku Weteranów Powstań Narodowych jako rewizor kasy, Bezpartyjnym Bloku Współpracy z Rządem oraz Lidze Obrony Powietrznej i Przeciwgazowej.
Był żonaty ze Stanisławą z Kaczmarków.

## Ordery i odznaczenia
- Krzyż Srebrny Orderu Wojskowego Virtuti Militari nr 1965[14][16]
- Medal Pamiątkowy za Wojnę 1918–1921[15]
- Medal Dziesięciolecia Odzyskanej Niepodległości[15]
- Wielkopolski Krzyż Powstańczy – 6 grudnia 1957[17]
- Odznaka pamiątkowa artylerii konnej II RP[15]
- Odznaka pamiątkowa Straży Ludowej „Za Waleczność” nr 462[9]